# Groupe Chimique Tunisien
Die Groupe chimique tunisien (GCT; arabisch المجمع الكيميائي التونسي, DMG al-muǧammaʿ al-kīmiyāʾī at-tūnisī) ist der staatliche tunesische Düngerhersteller. Er verarbeitet das von der Compagnie des phosphates de Gafsa (CPG) abgebaute Phosphaterz.
Bis zur tunesischen Revolution 2010/11 sorgte die Phosphatindustrie für ein Fünftel des Staatshaushalts und erwirtschaftete bis zu 4 Prozent des BIP und 10 Prozent der Devisen.

## Werke
Quelle:
- Gabès (Phosphorsäure, DAP, DCP, Ammoniumnitrat)
- Skhira  (Phosphorsäure)
- Sfax (TSP)
- M'dhilla (TSP)